# أرقام الهاتف في المغرب
جميع أرقام الهاتف في المغرب تحتوي على 9 أرقام بعد الرقم 0.
يستعمل المغرب خطة ترقيم مغلقة، فالرمز الهاتفي لمنطقة معينة غير محجوب عن المكالمات الواردة من مناطق أخرى. كما يلاحظ وجود عدة أكواد في المنطقة الجغرافية الواحدة، فعلى سبيل المثال تملك الدار البيضاء 10 أكواد للهاتف الثابت.
كل رمز من رموز الهاتف الثابت والمحمول تملكه حصريا شركة اتصالات واحدة كما هو موضح في الجداول التالية حيث تتوزع الرموز على الشركات: إتصالات المغرب، أورنج، وإنوي.
يتم الإتصال بالأرقام الهاتفية في المغرب من الخارج عبر تعويض البادئة 0 برمز الإتصال الخاص بالمغرب 212+.

## أرقام خاصة بالخدمات العمومية (محلية)
| من بلدان أخرى | من المغرب | الخدمات                     |
| ------------- | --------- | --------------------------- |
| غير متاح      | 150       | رجال المطافئ، سيارة الإسعاف |
| غير متاح      | 190       | الشرطة                      |
| غير متاح      | 177       | الدرك الملكي                |

## أرقام الجوال (GSM)
| من بلدان أخرى | من المغرب  | المزود         |
| ------------- | ---------- | -------------- |
| 212610xxxxxx+ | 0610xxxxxx | اتصالات المغرب |
| 212611xxxxxx+ | 0611xxxxxx | اتصالات المغرب |
| 212612xxxxxx+ | 0612xxxxxx | أورنج          |
| 212613xxxxxx+ | 0613xxxxxx | اتصالات المغرب |
| 212614xxxxxx+ | 0614xxxxxx | أورنج          |
| 212615xxxxxx+ | 0615xxxxxx | اتصالات المغرب |
| 212616xxxxxx+ | 0616xxxxxx | اتصالات المغرب |
| 212617xxxxxx+ | 0617xxxxxx | أورنج          |
| 212618xxxxxx+ | 0618xxxxxx | اتصالات المغرب |
| 212619xxxxxx+ | 0619xxxxxx | أورنج          |
| 212636xxxxxx+ | 0636xxxxxx | إنوي           |
| 212637xxxxxx+ | 0637xxxxxx | إنوي           |
| 212640xxxxxx+ | 0640xxxxxx | إنوي           |
| 212641xxxxxx+ | 0641xxxxxx | اتصالات المغرب |
| 212642xxxxxx+ | 0642xxxxxx | اتصالات المغرب |
| 212644xxxxxx+ | 0644xxxxxx | أورنج          |
| 212645xxxxxx+ | 0645xxxxxx | أورنج          |
| 212646xxxxxx+ | 0646xxxxxx | إنوي           |
| 212647xxxxxx+ | 0647xxxxxx | إنوي           |
| 212649xxxxxx+ | 0649xxxxxx | أورنج          |
| 212648xxxxxx+ | 0648xxxxxx | اتصالات المغرب |
| 212650xxxxxx+ | 0650xxxxxx | اتصالات المغرب |
| 212651xxxxxx+ | 0651xxxxxx | اتصالات المغرب |
| 212652xxxxxx+ | 0652xxxxxx | اتصالات المغرب |
| 212653xxxxxx+ | 0653xxxxxx | اتصالات المغرب |

| من بلدان أخرى | من المغرب  | المزود         |
| ------------- | ---------- | -------------- |
| 212654xxxxxx+ | 0654xxxxxx | اتصالات المغرب |
| 212655xxxxxx+ | 0655xxxxxx | اتصالات المغرب |
| 212656xxxxxx+ | 0656xxxxxx | أورنج          |
| 212657xxxxxx+ | 0657xxxxxx | أورنج          |
| 212658xxxxxx+ | 0658xxxxxx | اتصالات المغرب |
| 212659xxxxxx+ | 0659xxxxxx | اتصالات المغرب |
| 212660xxxxxx+ | 0660xxxxxx | أورنج          |
| 212661xxxxxx+ | 0661xxxxxx | اتصالات المغرب |
| 212662xxxxxx+ | 0662xxxxxx | اتصالات المغرب |
| 212663xxxxxx+ | 0663xxxxxx | أورنج          |
| 212664xxxxxx+ | 0664xxxxxx | أورنج          |
| 212665xxxxxx+ | 0665xxxxxx | أورنج          |
| 212666xxxxxx+ | 0666xxxxxx | اتصالات المغرب |
| 212667xxxxxx+ | 0667xxxxxx | اتصالات المغرب |
| 212668xxxxxx+ | 0668xxxxxx | اتصالات المغرب |
| 212669xxxxxx+ | 0669xxxxxx | أورنج          |
| 212670xxxxxx+ | 0670xxxxxx | اتصالات المغرب |
| 212671xxxxxx+ | 0671xxxxxx | اتصالات المغرب |
| 212672xxxxxx+ | 0672xxxxxx | اتصالات المغرب |
| 212673xxxxxx+ | 0673xxxxxx | اتصالات المغرب |
| 212674xxxxxx+ | 0674xxxxxx | أورنج          |
| 212675xxxxxx+ | 0675xxxxxx | أورنج          |
| 212676xxxxxx+ | 0676xxxxxx | اتصالات المغرب |
| 212677xxxxxx+ | 0677xxxxxx | اتصالات المغرب |
| 212678xxxxxx+ | 0678xxxxxx | اتصالات المغرب |
| 212679xxxxxx+ | 0679xxxxxx | أورنج          |

## أرقام الهاتف الثابت
| من بلدان أخرى | من المغرب  | المناطق                                                         | المزود         |
| ------------- | ---------- | --------------------------------------------------------------- | -------------- |
| 212520xxxxxx+ | 0520xxxxxx | الدار البيضاء                                                   | أورنج          |
| 212521xxxxxx+ | 0521xxxxxx | الدار البيضاء، بني ملال، برشيد، الجديدة، خريبكة، سطات والمحمدية | أورنج          |
| 2125222xxxxx+ | 05222xxxxx | الدار البيضاء                                                   | اتصالات المغرب |
| 2125223xxxxx+ | 05223xxxxx | الدار البيضاء                                                   | اتصالات المغرب |
| 2125224xxxxx+ | 05224xxxxx | الدار البيضاء                                                   | اتصالات المغرب |
| 2125225xxxxx+ | 05225xxxxx | الدار البيضاء                                                   | اتصالات المغرب |
| 2125226xxxxx+ | 05226xxxxx | الدار البيضاء                                                   | اتصالات المغرب |
| 2125227xxxxx+ | 05227xxxxx | الدار البيضاء                                                   | اتصالات المغرب |
| 2125228xxxxx+ | 05228xxxxx | الدار البيضاء                                                   | اتصالات المغرب |
| 2125229xxxxx+ | 05229xxxxx | الدار البيضاء                                                   | اتصالات المغرب |
| 2125232xxxxx+ | 05232xxxxx | المحمدية                                                        | اتصالات المغرب |
| 2125233xxxxx+ | 05233xxxxx | الجديدة والمحمدية                                               | اتصالات المغرب |
| 2125234xxxxx+ | 05234xxxxx | سطات                                                            | اتصالات المغرب |
| 2125235xxxxx+ | 05235xxxxx | واد زم                                                          | اتصالات المغرب |
| 2125237xxxxx+ | 05237xxxxx | سطات                                                            | اتصالات المغرب |
| 2125242xxxxx+ | 05242xxxxx | قلعة السراغنة                                                   | اتصالات المغرب |
| 2125243xxxxx+ | 05243xxxxx | مراكش                                                           | اتصالات المغرب |
| 2125244xxxxx+ | 05244xxxxx | مراكش                                                           | اتصالات المغرب |
| 2125246xxxxx+ | 05246xxxxx | اليوسفية وآسفي                                                  | اتصالات المغرب |
| 2125247xxxxx+ | 05247xxxxx | الصويرة                                                         | اتصالات المغرب |
| 2125248xxxxx+ | 05248xxxxx | ورززات                                                          | اتصالات المغرب |
| 212525xxxxxx+ | 0525xxxxxx | مراكش، أكادير، الداخلة، الصويرة، العيون، .ورززات وآسفي          | أورنج          |
| 212526xxxxxx+ | 0526xxxxxx | أرقام ذات حركية محددة                                           | إنوي           |
| 212527xxxxxx+ | 0527xxxxxx | أرقام ذات حركية محددة                                           | إنوي           |
| 2125282xxxxx+ | 05282xxxxx | أكادير، أيت ملول وإنزكان                                        | اتصالات المغرب |
| 2125283xxxxx+ | 05283xxxxx | إنزكان و تارودانت                                               | اتصالات المغرب |
| 2125285xxxxx+ | 05285xxxxx | اولاد تايمة، تارودانت                                           | اتصالات المغرب |
| 2125286xxxxx+ | 05286xxxxx | تزنيت                                                           | اتصالات المغرب |
| 21252867xxxx+ | 052867xxxx | الاخصاص                                                         | اتصالات المغرب |
| 2125287xxxxx+ | 05287xxxxx | كلميم، طان طان                                                  | اتصالات المغرب |
| 2125288xxxxx+ | 05288xxxxx | أكادير، السمارة، طرفاية                                         | اتصالات المغرب |
| 2125289xxxxx+ | 05289xxxxx | الداخلة، العيون                                                 | اتصالات المغرب |
| 2125290xxxxx+ | 05290xxxxx | الدار البيضاء                                                   | إنوي           |
| 21252980xxxx+ | 052980xxxx | مراكش والنواحي                                                  | إنوي           |
| 21252990xxxx+ | 052990xxxx | أكادير والنواحي                                                 | إنوي           |
| 212530xxxxxx+ | 0530xxxxxx | الرباط، القنيطرة                                                | أورنج          |
| 212531xxxxxx+ | 0531xxxxxx | طنجة، الحسيمة، العرائش، تطوان                                   | أورنج          |
| 212532xxxxxx+ | 0532xxxxxx | فاس، الرشيدية، مكناس، الناظور، وجدة، تازة                       | أورنج          |
| 212533xxxxxx+ | 0533xxxxxx | أرقام ذات حركية محددة                                           | إنوي           |
| 212534xxxxxx+ | 0534xxxxxx | أرقام ذات حركية محددة                                           | إنوي           |
| 2125352xxxxx+ | 05352xxxxx | تازة                                                            | اتصالات المغرب |
| 2125353xxxxx+ | 05353xxxxx | ميدلت                                                           | اتصالات المغرب |
| 2125354xxxxx+ | 05354xxxxx | مكناس                                                           | اتصالات المغرب |
| 2125355xxxxx+ | 05355xxxxx | مكناس                                                           | اتصالات المغرب |
| 2125356xxxxx+ | 05356xxxxx | فاس                                                             | اتصالات المغرب |
| 2125357xxxxx+ | 05357xxxxx | گولميمة                                                         | اتصالات المغرب |
| 2125358xxxxx+ | 05358xxxxx | إفران                                                           | اتصالات المغرب |
| 2125359xxxxx+ | 05359xxxxx | فاس                                                             | اتصالات المغرب |
| 2125362xxxxx+ | 05362xxxxx | بركان                                                           | اتصالات المغرب |
| 2125363xxxxx+ | 05363xxxxx | الناظور                                                         | اتصالات المغرب |
| 2125365xxxxx+ | 05365xxxxx | وجدة                                                            | اتصالات المغرب |
| 2125366xxxxx+ | 05366xxxxx | فكيك، وجدة                                                      | اتصالات المغرب |
| 2125367xxxxx+ | 05367xxxxx | بوعرفة، وجدة                                                    | اتصالات المغرب |
| 2125368xxxxx+ | 05368xxxxx | فكيك                                                            | اتصالات المغرب |
| 2125372xxxxx+ | 05372xxxxx | الرباط                                                          | اتصالات المغرب |
| 2125373xxxxx+ | 05373xxxxx | القنيطرة                                                        | اتصالات المغرب |
| 2125374xxxxx+ | 05374xxxxx | ورززات                                                          | اتصالات المغرب |
| 2125375xxxxx+ | 05375xxxxx | سيدي سليمان، الخميسات                                           | اتصالات المغرب |
| 2125376xxxxx+ | 05376xxxxx | الرباط، تمارة                                                   | اتصالات المغرب |
| 2125377xxxxx+ | 05377xxxxx | الرباط                                                          | اتصالات المغرب |
| 2125378xxxxx+ | 05378xxxxx | سلا                                                             | اتصالات المغرب |
| 2125379xxxxx+ | 05379xxxxx | سوق الأربعاء                                                    | اتصالات المغرب |
| 2125380xxxxx+ | 05380xxxxx | الرباط والنواحي                                                 | إنوي           |
| 21253880xxxx+ | 053880xxxx | طنجة والنواحي                                                   | إنوي           |
| 21253890xxxx+ | 053890xxxx | فاس، مكناس والنواحي                                             | إنوي           |
| 2125393xxxxx+ | 05393xxxxx | طنجة                                                            | اتصالات المغرب |
| 2125394xxxxx+ | 05394xxxxx | أصيلة                                                           | اتصالات المغرب |
| 2125395xxxxx+ | 05395xxxxx | العرائش                                                         | اتصالات المغرب |
| 2125396xxxxx+ | 05396xxxxx | الفنيدق، مارتيل، المضيق                                         | اتصالات المغرب |
| 2125397xxxxx+ | 05397xxxxx | تطوان                                                           | اتصالات المغرب |
| 2125398xxxxx+ | 05398xxxxx | الحسيمة، شفشاون                                                 | اتصالات المغرب |
| 2125399xxxxx+ | 05399xxxxx | الحسيمة، العرائش، طنجة                                          | اتصالات المغرب |

## أرقام الخدمات الخاصة
| من بلدان أخرى | من المغرب  | الخدمات                                               |
| ------------- | ---------- | ----------------------------------------------------- |
| 21280xxxxxxx+ | 080xxxxxxx | للأرقام الاقتصادية والمجانية                          |
| 21289xxxxxxx+ | 089xxxxxxx | للأرقام بسعر مكالمات مرتفع                            |
| 2128920xxxxx+ | 08920xxxxx | غلوبال ستار شمال افريقيا (رقم مرتبط بالقمر الإصطناعي) |
| 2128921xxxxx+ | 08921xxxxx | غلوبال ستار شمال افريقيا (رقم مرتبط بالقمر الإصطناعي) |
| 2128922xxxxx+ | 08922xxxxx | غلوبال ستار شمال افريقيا (رقم مرتبط بالقمر الإصطناعي) |

## تاريخ
- 1990: التحول إلى 6 أرقام.
- 199x: التحول من 6 أرقام إلى 7 أرقام.
- 2000: التحول من 7 أرقام إلى 8 أرقام يوم 13 أكتوبر 2000 في تمام الساعة الحادية عشر مساء.
- 2006: بعد ست سنوات (24-مارس-2006 23:00 GMT) تم التحول من البادئة 04 إلى 02 لتغطي المناطق الجنوبية، والتحول من البادئة 05 إلى 03 لتغطي المناطق الشمالية.
- 2009: يوم 7 مارس 2009 على الساعة الثانية بعد منتصف الليل تم التحول من 8 أرقام إلى 9 أرقام، وذلك بإضافة رقم جديد إلى سلسلة كل رقم هاتفي في المغرب، فأضيف الرقم 5 إلى جميع أرقام الهواتف الثابتة، والرقم 6 إلى أرقام الجوال بينما تم استبدال 08 ب 080 و09 ب 089.
- 2017: إضافة بادئة جديدة (07) خاصة بأرقام المحمول.

|                               | قبل 13 أكتوبر 2000 | من 13 أكتوبر 2000 إلى 24 مارس 2006 | من 24 مارس 2006 إلى 07 مارس 2009 | بعد 07 مارس 2009      |
| ----------------------------- | ------------------ | ---------------------------------- | -------------------------------- | --------------------- |
| الدار البيضاء، سطات           | 0xxxxxxx           | 02xxxxxxx                          | 02xxxxxxx                        | 052xxxxxxx            |
| الرباط، طنجة، تطوان           | 0xxxxxxx           | 03xxxxxxx                          | 03xxxxxxx                        | 053xxxxxxx            |
| أكادير، مراكش                 | 0xxxxxxx           | 04xxxxxxx                          | 02xxxxxxx                        | 052xxxxxxx            |
| فاس، مكناس، وجدة              | 0xxxxxxx           | 05xxxxxxx                          | 03xxxxxxx                        | 053xxxxxxx            |
| أرقام الهاتف المحمول          | 0xxxxxxx           | 06xxxxxxx                          | 06xxxxxxx                        | 066xxxxxxx            |
| أرقام الهاتف المحمول          |                    | 01xxxxxxx 07xxxxxxx                | 01xxxxxxx 07xxxxxxx              | 061xxxxxxx 067xxxxxxx |
| أرقام الهاتف المحمول          |                    |                                    | 04xxxxxxx 05xxxxxxx              | 064xxxxxxx 065xxxxxxx |
| الأرقام الاقتصادية            | 08ab-cdef          | 08ab-0-cdef                        | 08xxxxxxx                        | 080xxxxxxx            |
| الأرقام ذات سعر مكالمات مرتفع | 92xxxx             | 09-292xxxx                         | 09xxxxxxx                        | 089xxxxxxx            |